# Lycée Saint-Louis
Le lycée Saint-Louis est un établissement public local d'enseignement situé au 44, boulevard Saint-Michel, dans le 6e arrondissement de Paris (Quartier latin). Il a comme particularité d'être le seul lycée français public exclusivement consacré aux classes préparatoires aux grandes écoles (CPGE). De plus, les classes sont exclusivement scientifiques à l'exception de la classe ECG. 
Le lycée est réputé pour ses excellents résultats aux concours des grandes écoles d'ingénieurs (Polytechnique, Centrale Supelec, École des Mines, AgroParisTech), au même titre que les deux autres établissements de la montagne Sainte-Geneviève (le lycée Henri-IV et le lycée Louis-le-Grand). Cinq Prix Nobel, deux présidents de la République et un médaillé Fields y ont étudié.

## Histoire

### Collège d'Harcourt

#### Fondation: 1280
En 1280, Raoul d'Harcourt, docteur en droit et chanoine de l’Église de Paris, conseiller de Philippe IV le Bel, qui a été archidiacre de Rouen et Coutances, chancelier de l’Église de Bayeux et chantre de l’Église d’Évreux, achète plusieurs maisons entre l’église de Saint-Côme et la porte de l’Enfer (proche de l’actuelle place Edmond-Rostand).
Il y fait construire un collège destiné à l’accueil d'une quarantaine d’écoliers pauvres des quatre diocèses normands, où il a exercé son ministère, entre la Saint-Michel et l’octave de Saint-Pierre. Il meurt avant l’achèvement de son projet et son frère, Robert d'Harcourt, évêque de Coutances, poursuit son œuvre en rachetant l’hôtel d’Avranches pour l’agrandir.
Les statuts du 9 septembre 1311 précisent que ce collège est destiné à l’accueil de vingt-huit étudiants-boursiers aux arts et en philosophie, et à douze étudiants théologiens, originaires des diocèses de Coutances, Bayeux, Évreux et Rouen. Le proviseur, obligatoirement normand, est élu par les huit plus anciens boursiers théologiens des quatre évêchés de Normandie.

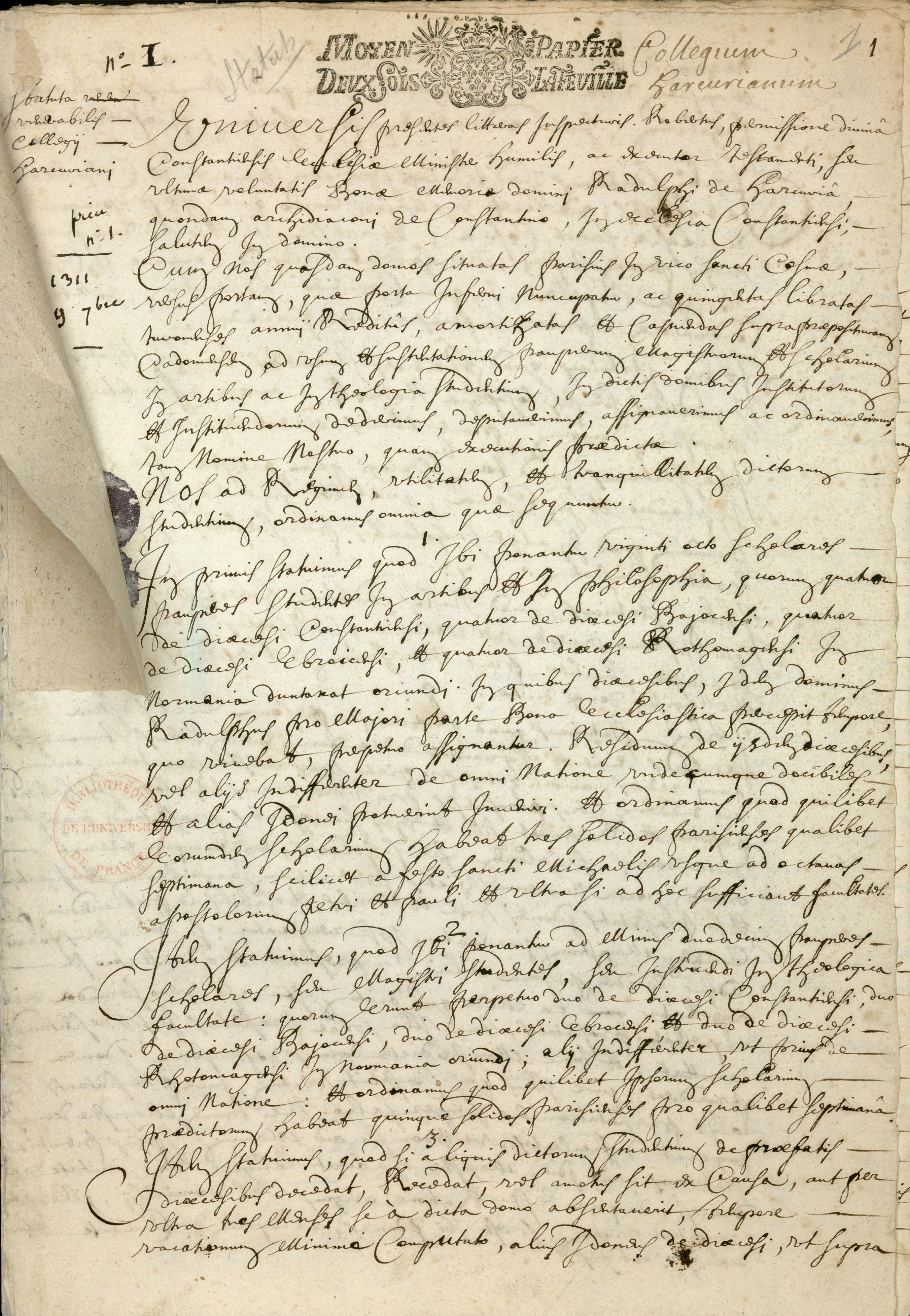
Statuts du collège d'Harcourt.

#### Guerres de religion
Fief catholique durant les guerres de Religion, Henri IV confisque les biens du collège et renvoie son directeur. Une fois la paix revenue, le roi réforme l'enseignement des collèges : initialement destiné à former des clercs et des universitaires grâce à des études de théologie, le collège se transforme en institution où étudient les enfants d'une noblesse en majorité de robe, bourgeois parisiens et boursiers venus de Normandie. Le collège se développe : au gré de nombreux dons, particulièrement de religieux normands, les bourses se multiplient et le collège s’ouvre de plus en plus aux élèves issus de la noblesse et de la bourgeoisie parisienne.

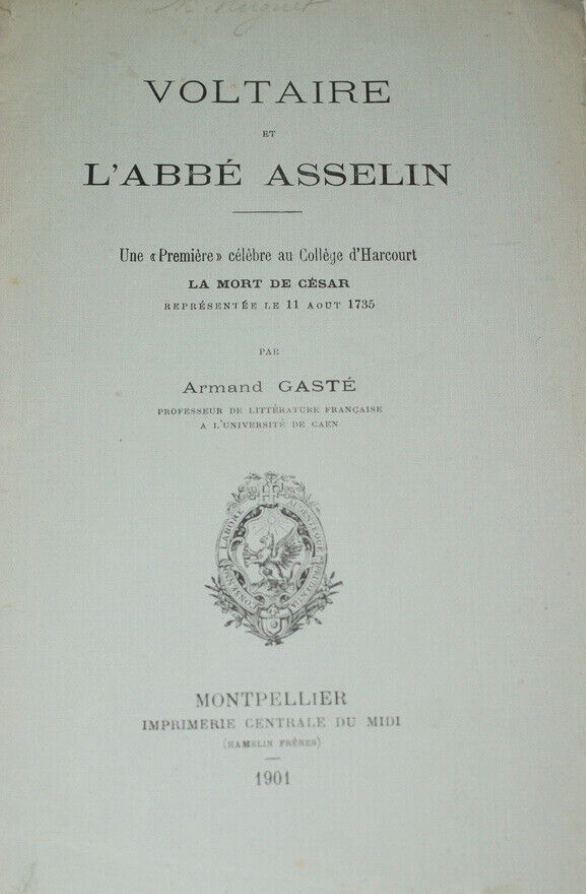
Voltaire et l'abbé Asselin. Une "première" célèbre au collège d'Harcourt. La mort de César.

Le collège connaît une très grande renommée dès le XVIe siècle, et de grands noms comme Racine, Boileau, Perrault le fréquentent au XVIIe et au XVIIIe siècle. Durant ces deux derniers siècles, le collège s'oppose à l'influence des jésuites dans l'enseignement, dont le fief est situé non loin, au collège de Clermont. Le proviseur Fortin est l’un des approbateurs de la première édition des Pensées et surtout proche collaborateur de Pascal lors des campagnes des Provinciales puis des « curés de Paris ». Il écrit : « L’étroite liaison que j’ai eu[e] avec M. Pascal durant sa vie m’a fait prendre un singulier plaisir à lire ces Pensées, que j’avais autrefois entendues de sa propre bouche. Ce sont les entretiens qu’il avait d’ordinaire avec ses amis », ce qui montre l'ancrage janséniste du collège.
De nombreuses représentations sont données au sein du collège lors des cérémonies de remise des prix au XVIIe et au XVIIIe siècle. La dernière tragédie de Jean Racine Athalie y est jouée sous le titre de Joas et une représentation du Polyeucte de Corneille a lieu en 1681.
La pièce de Voltaire intitulée La Mort de César est représentée pour la première fois au collège d'Harcourt le 11 août 1735. Ce dernier est un proche de l'abbé Asselin, proviseur du collège, avec qui il entretient une correspondance dans laquelle il critique vivement l'abbé Desfontaines. Voltaire écrit même : « Je serai le poëte d’Harcourt, mais je serai sûrement toujours votre ami. C’est un titre dont je me flatte pour la vie ».

#### Fermeture du Collège durant la révolution
En 1793, la Convention nationale met fin à ses activités comme à celle des autres collèges et les bâtiments sont démolis en 1795. À partir de 1814, un nouvel édifice est érigé à leur emplacement, d'abord destiné à l'enseignement, puis, dès 1815, à la fondation d'une maison de correction et d'une caserne. Après un arrêt, les travaux reprennent en 1819, de nouveau consacrés, à partir de 1820 à la construction d'un établissement d'enseignement, le lycée Saint-Louis.

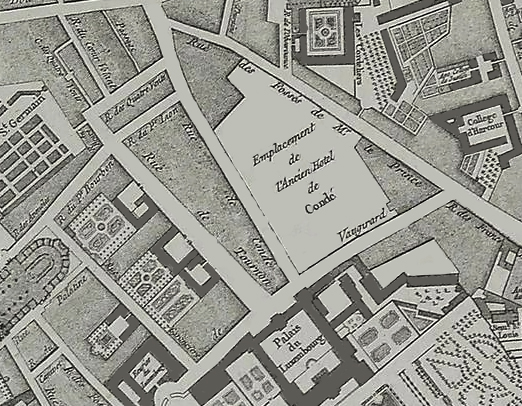
Le collège d'Harcourt, en haut à droite d'un plan de 1775 par Jaillot.
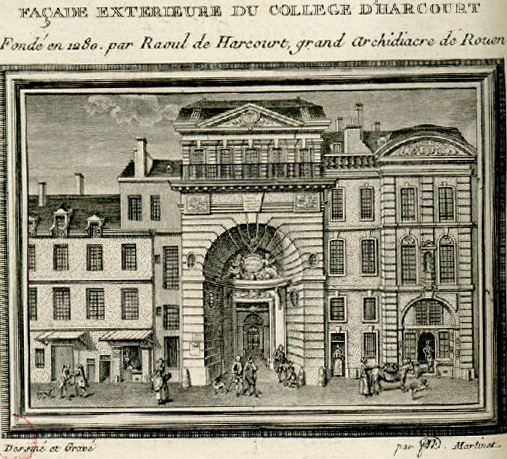
Façade extérieure du collège d'Harcourt par François-Nicolas Martinet.
Blason de la maison d'Harcourt.

Dès 1831, l'inscription « Ancien collège d'Harcourt » est gravée sur la façade du lycée Saint-Louis donnant sur le boulevard Saint-Michel, après une lettre de la comtesse d'Harcourt. Malgré les protestations de la comtesse, le lycée Saint-Louis ne reprendra jamais son nom initial, en dépit de quelques changements de nom.

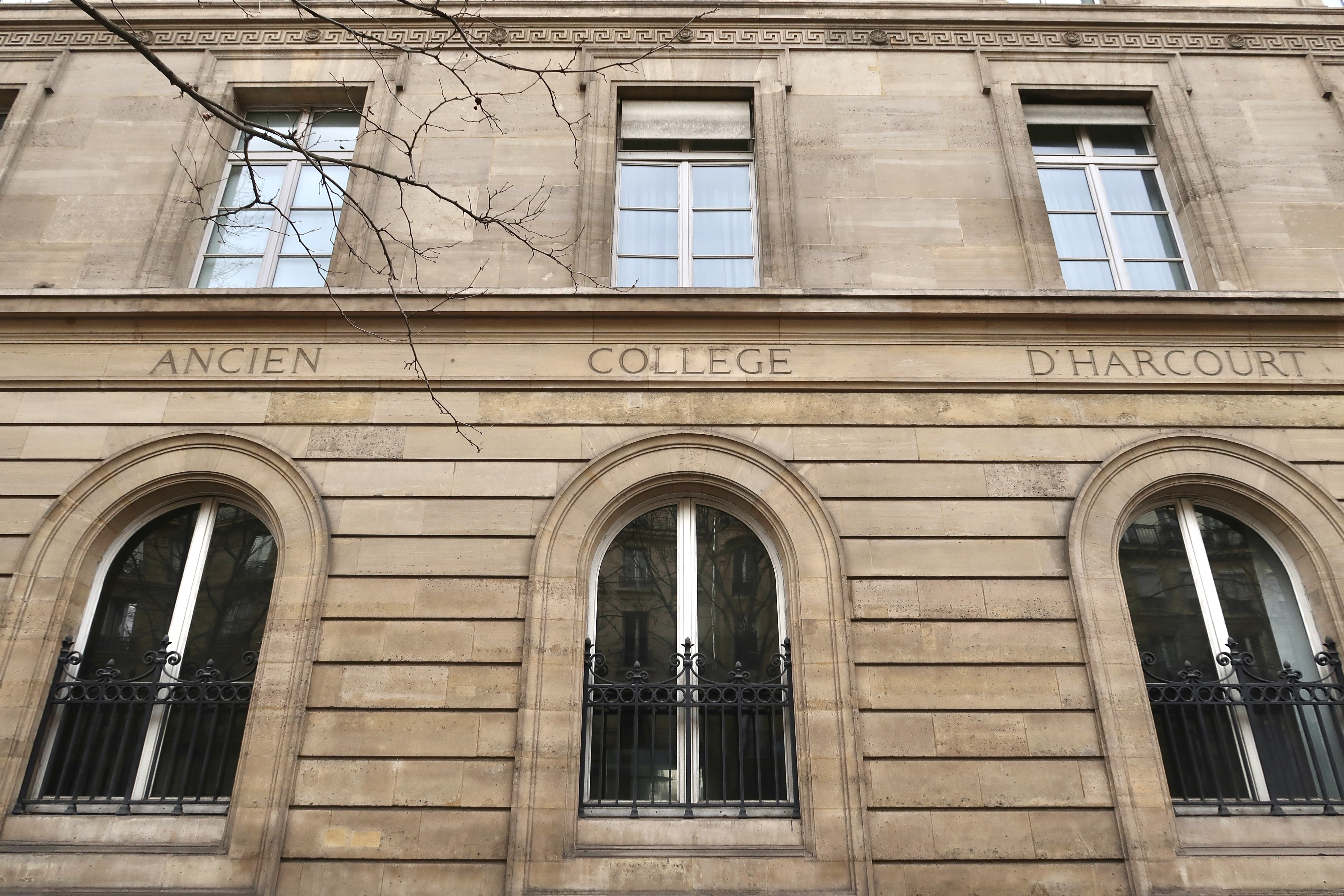
Inscription « Ancien collège d'Harcourt » sur la façade du lycée Saint-Louis.

### Lycée Saint-Louis

#### Le lycée à l'aune duXIXesiècle

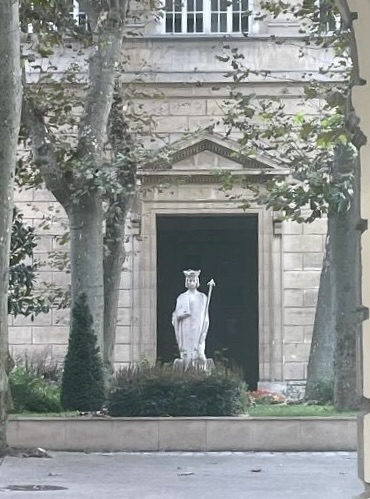
Statue de Saint-Louis dans la cour d'honneur.

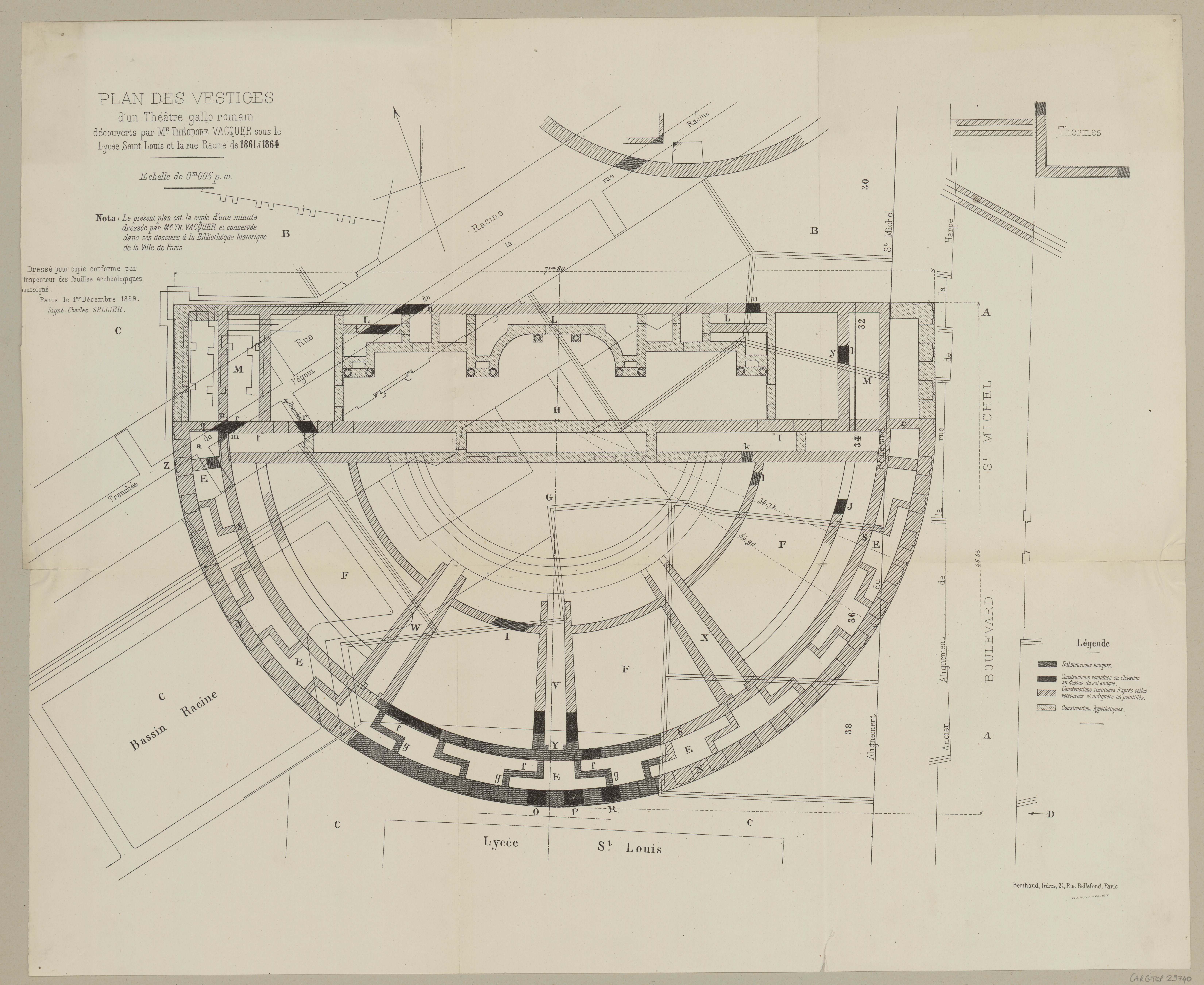
Vestiges d'un théâtre gallo-romain découvert sous le lycée Saint-Louis et la rue Racine (musée Carnavalet).

En 1812, un décret de Napoléon Ier ordonne sa réouverture sur les plans de J.-B. Guynet, pour l’accueil d’un lycée impérial ; ce n’est pourtant qu’en octobre 1820 que le « collège royal Saint-Louis » succède à l’ancien collège d'Harcourt, accueillant à nouveau des internes dès 1823. En 1848, à la suite de la révolution, il change de nom pour devenir le « lycée Saint-Louis », après s'être appelé durant plusieurs mois « lycée Monge ».
Il se spécialise dans les enseignements scientifiques (l’internat n'accueille depuis 1885 que des élèves scientifiques) et dans les classes préparatoires aux grandes écoles (établies en 1866, seules présentes au lycée depuis la fermeture, en 1969, de la dernière classe de terminale). En 1843, un élève de l'établissement obtient pour la première fois le premier prix de mathématiques au concours général. Les classes préparatoires ouvertes en 1866 permettent de viser les concours de l'École polytechnique, l'École normale supérieure (en sciences), Centrale, l'École forestière et Saint-Cyr, augmentées en 1885 par la préparation à l'École navale. De nombreux élèves parviennent à intégrer ces établissements, si bien qu'à partir de cette dernière année, l'internat est réservé aux jeunes gens de classe préparatoire. Le nouveau lycée Lakanal se charge alors de loger une partie des élèves du lycée Saint-Louis. Avant la fin du XIXe siècle, les petites classes et le premier cycle secondaire sont supprimés à Saint-Louis, l'accent étant porté sur les classes scientifiques.
Après son introduction en France à partir de 1818 par Francisco Amorós, la gymnastique scolaire est enseignée à Saint-Louis à partir de 1836.
Dans les années 1860, la façade du lycée est retranchée de plus de cinq mètres pour l'aligner sur le nouveau boulevard Saint-Michel, tracé par le baron Haussmann et les travaux sont effectués sous la direction de l'architecte Antoine-Nicolas Bailly.
Durant le creusement de l’égout de la rue Racine, des vestiges du théâtre antique ont été découverts dans les caves du lycée et à l’emplacement de l’Ecole de Médecine entre 1861 et 1864. Théodore Vacquer supervisa la mise au jour et reconstitua le plan du théâtre.
À la rentrée 1880, notamment à cause du trop grand nombre de nouveaux d'élèves, le lycée est contraint d'installer des baraquements dans sa cour.

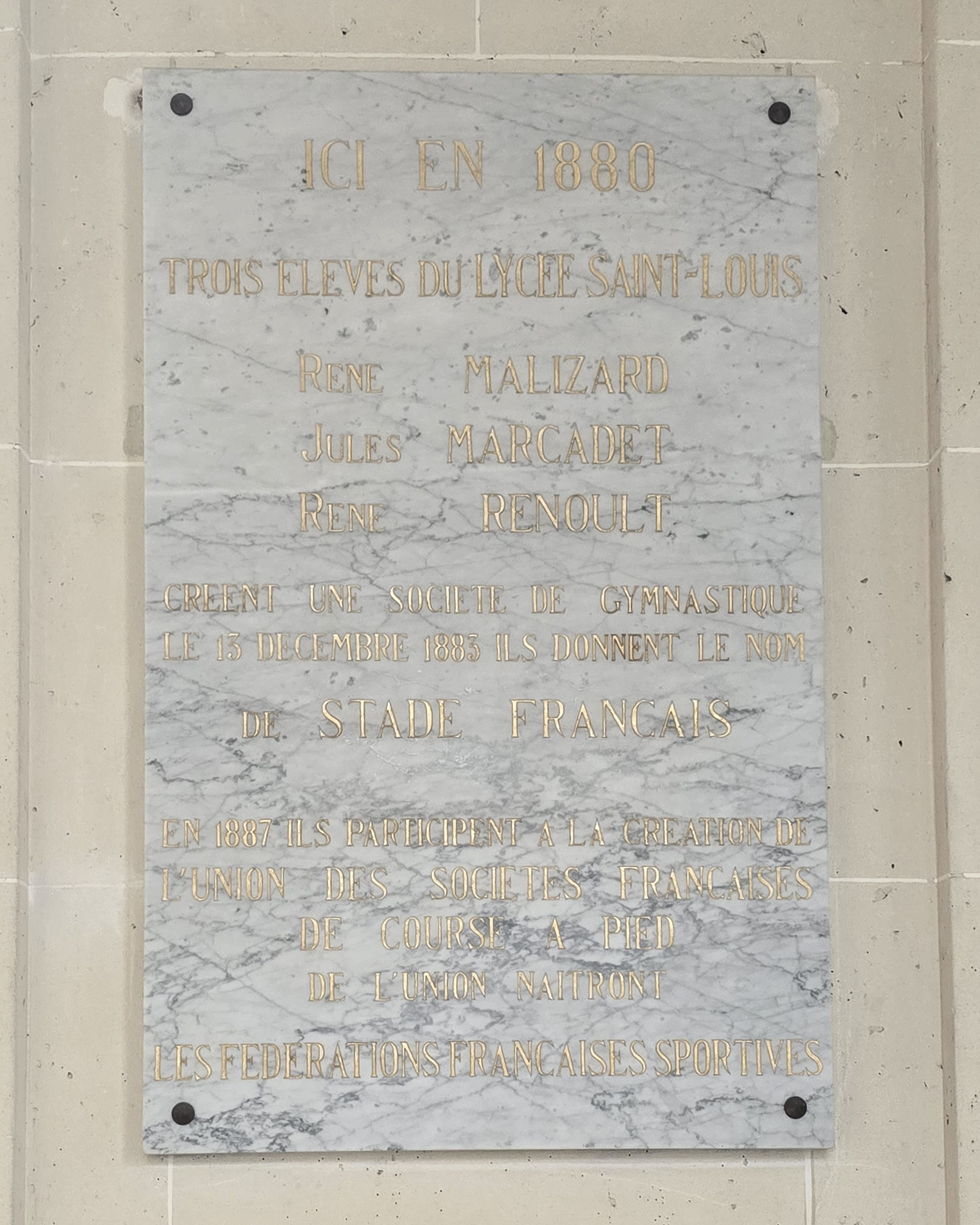
Plaque commémorative du lycée Saint-Louis rendant hommage aux anciens élèves fondateurs du Stade Français.

En 1880, trois Sancto-Ludoviciens s'y réunissent pour fonder ce qui constitue aujourd'hui le Stade français. 
En 1891, Henri-Louis Bouquet, aumônier du lycée, rédige un ouvrage relatant 6 siècles d'histoire du collège d'Harcourt au lycée Saint-Louis. Ce livre sera récompensé par le prix Montyon de l'Académie française. Une version actualisée est publiée par l'association des parents d'élèves (APE) en 1980 sous la direction des professeurs Étienne Fuzellier et Maurice Euvrard.

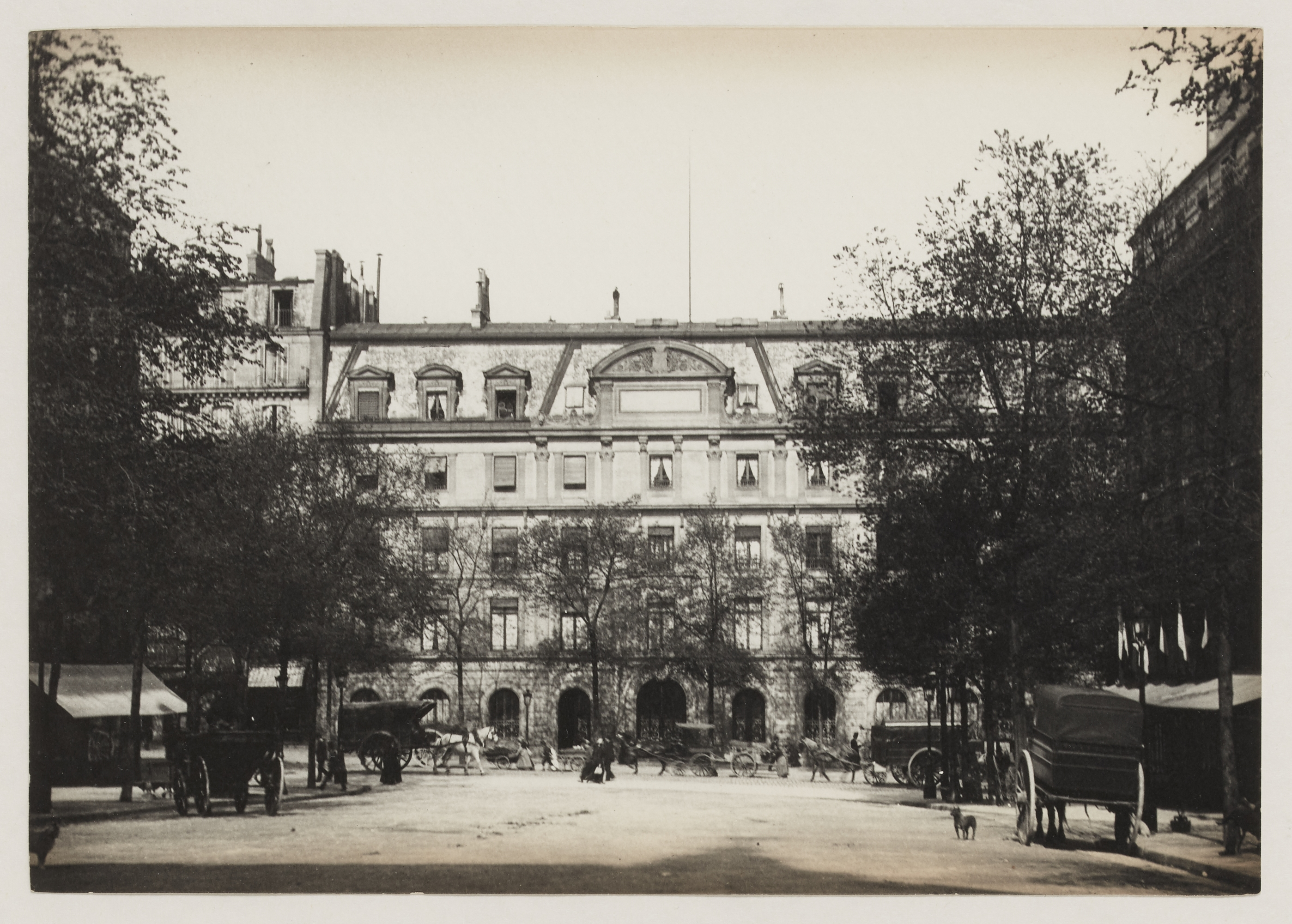
Façade du lycée vers 1890.

#### Le lycée Saint-Louis face aux conflits desXIXeetXXesiècles
Dès la guerre franco-prussienne de 1870, des Sancto-Ludoviciens s'engagent au sein des rangs de l'armée ou sont mobilisés dans le cadre de la conscription. Un monument aux morts situé dans la chapelle du lycée leur rend hommage.
Les élèves du lycée participeront tout au long du XXe siècle aux différents conflits qui ont marqué l'histoire de France : la Première et la Seconde Guerre mondiale, la guerre d'Indochine ainsi que la guerre d'Algérie. Plusieurs monuments leur rendent hommage et sont situés au niveau de parloir du lycée (pour celui de la Première Guerre mondiale) ainsi qu'au niveau de la cour de gymnastique. Marcel Gaumont et Pierre Leprince-Ringuet sont les auteurs du monument aux morts du parloir.

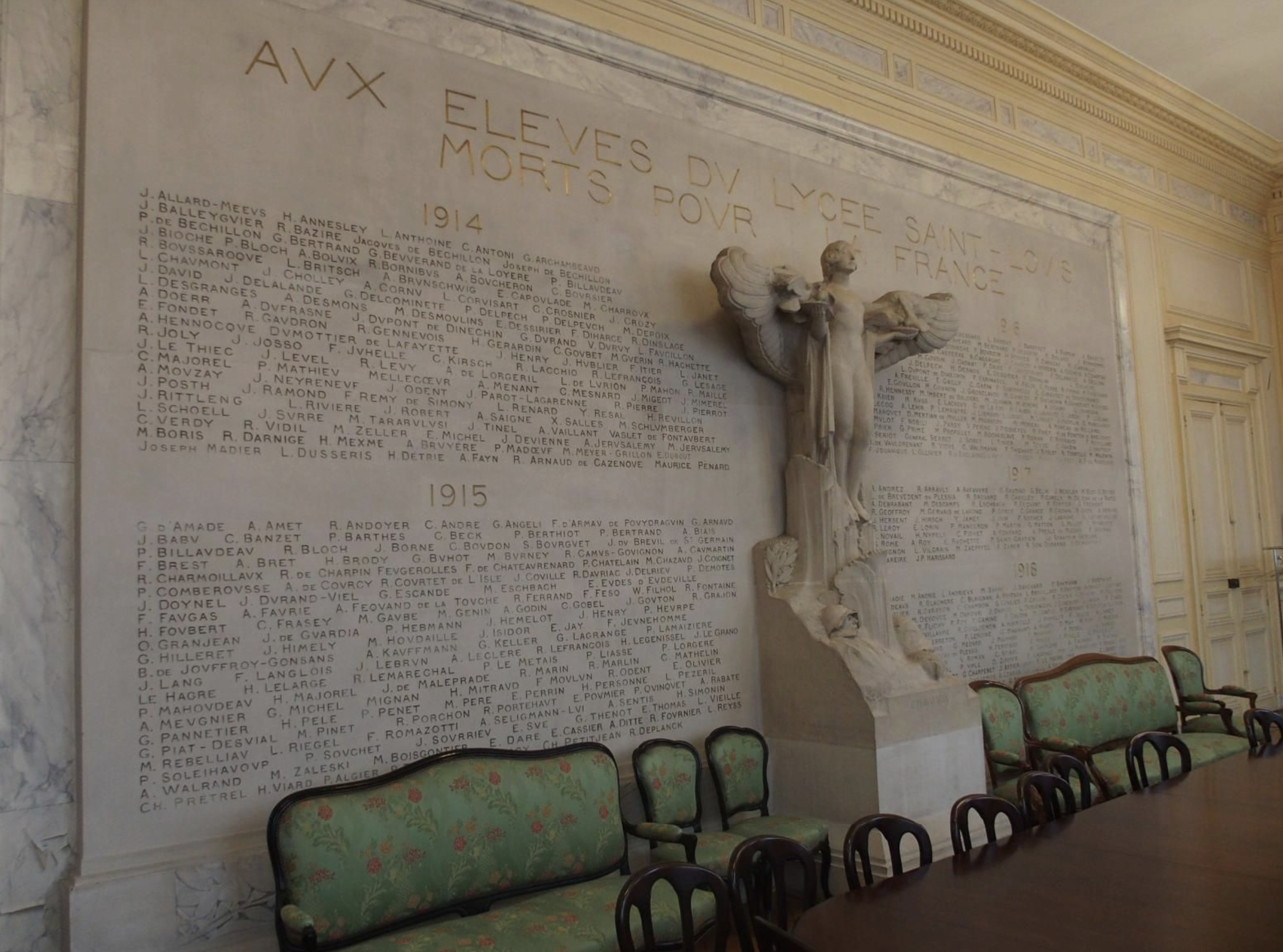
Monument aux morts situé au parloir du lycée relatif à la Grande Guerre.
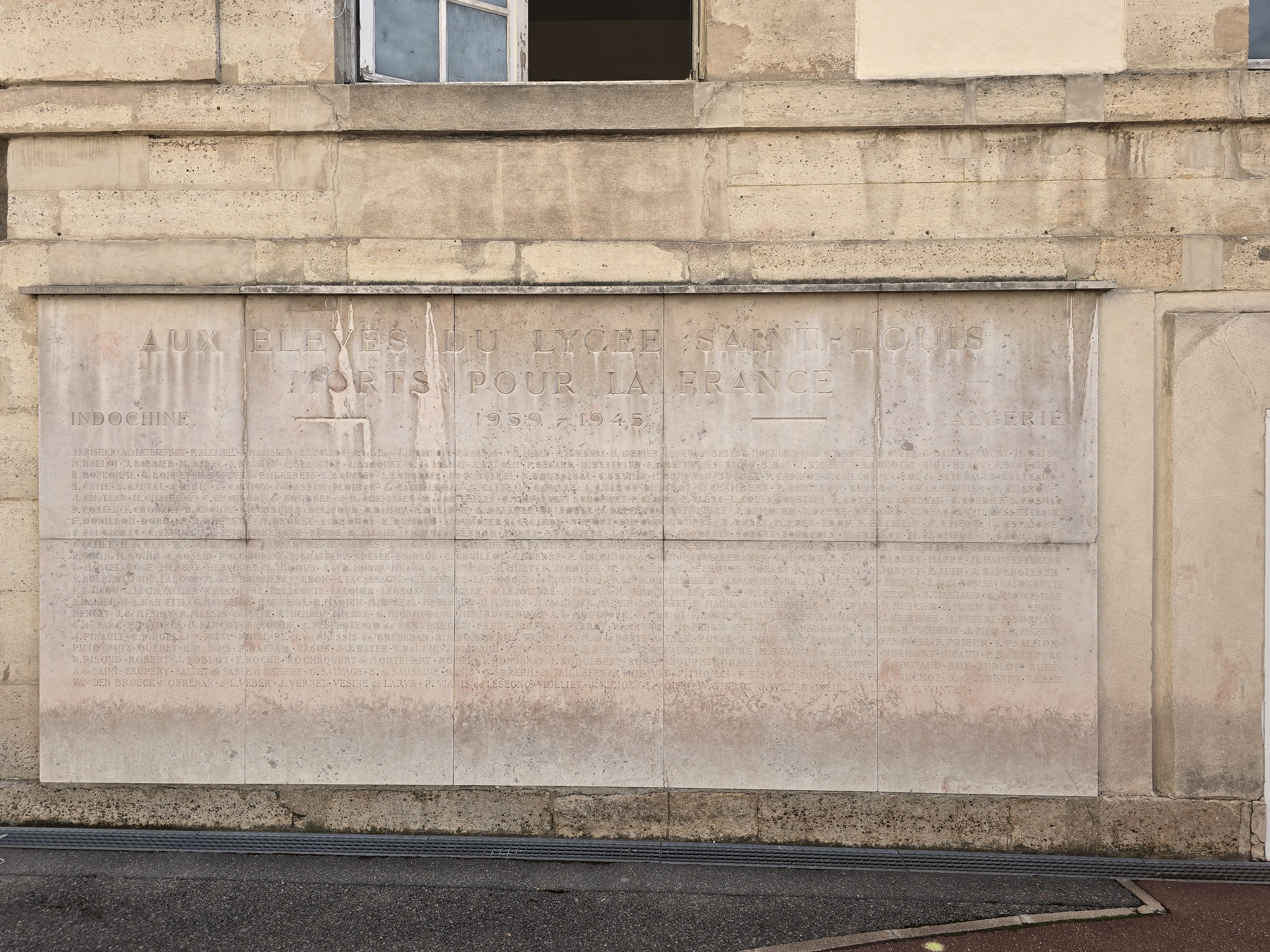
Monument aux morts du lycée Saint-Louis situé au niveau de la cour de gymnastique.

En 1940, les craintes des bombardements entraînent la suspension des enseignements et le lycée Saint-Louis sert dès le mois de mai de centre d'accueil des réfugiés de Belgique et du Nord. Sous l'Occupation, il est envahi et est utilisé comme caserne par une compagnie de blindés de l'armée allemande durant quelques semaines.

#### Affirmation de la vocation scientifique du lycée durant leXXesiècle

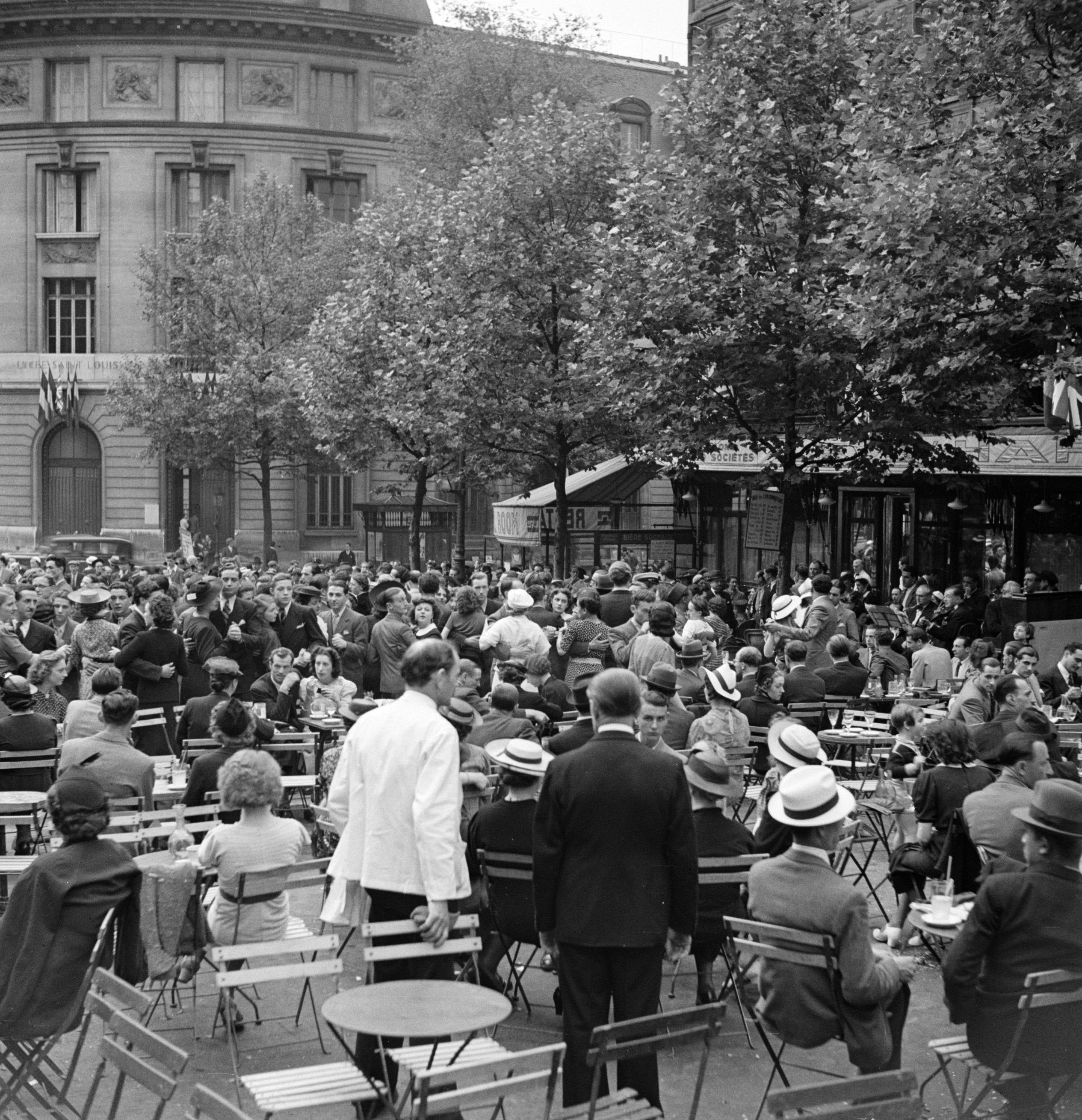
Le lycée, en arrière-plan, sur une photographie de Willem van de Poll prise le 14 juillet 1938 depuis la place de la Sorbonne.

Avant 1945, les classes de latin-grec sont supprimées, ne permettant pas d'intégrer une terminale scientifique. En 1969, la dernière classe du secondaire disparaît. Le lycée Saint-Louis devient alors le seul lycée public français à ne compter que des classes préparatoires aux grandes écoles.
Le 18 juillet 1956, une cinquantaine de délégués venus de France, d’Allemagne de l’Ouest, de Belgique, d’Italie et de Suisse se réunissent au lycée Saint-Louis pour fonder l’Association européenne des enseignants (AEDE).
En raison de son emplacement en face de la place de la Sorbonne, le lycée se retrouve au centre des évènements de Mai 68 et certains Sancto-Ludoviciens y participent. Le premier pavé est d'ailleurs lancé le 3 mai à 17h30 au niveau du boulevard Saint-Michel, qui sera le théâtre d'affrontements violents entre manifestants et forces de l'ordre.

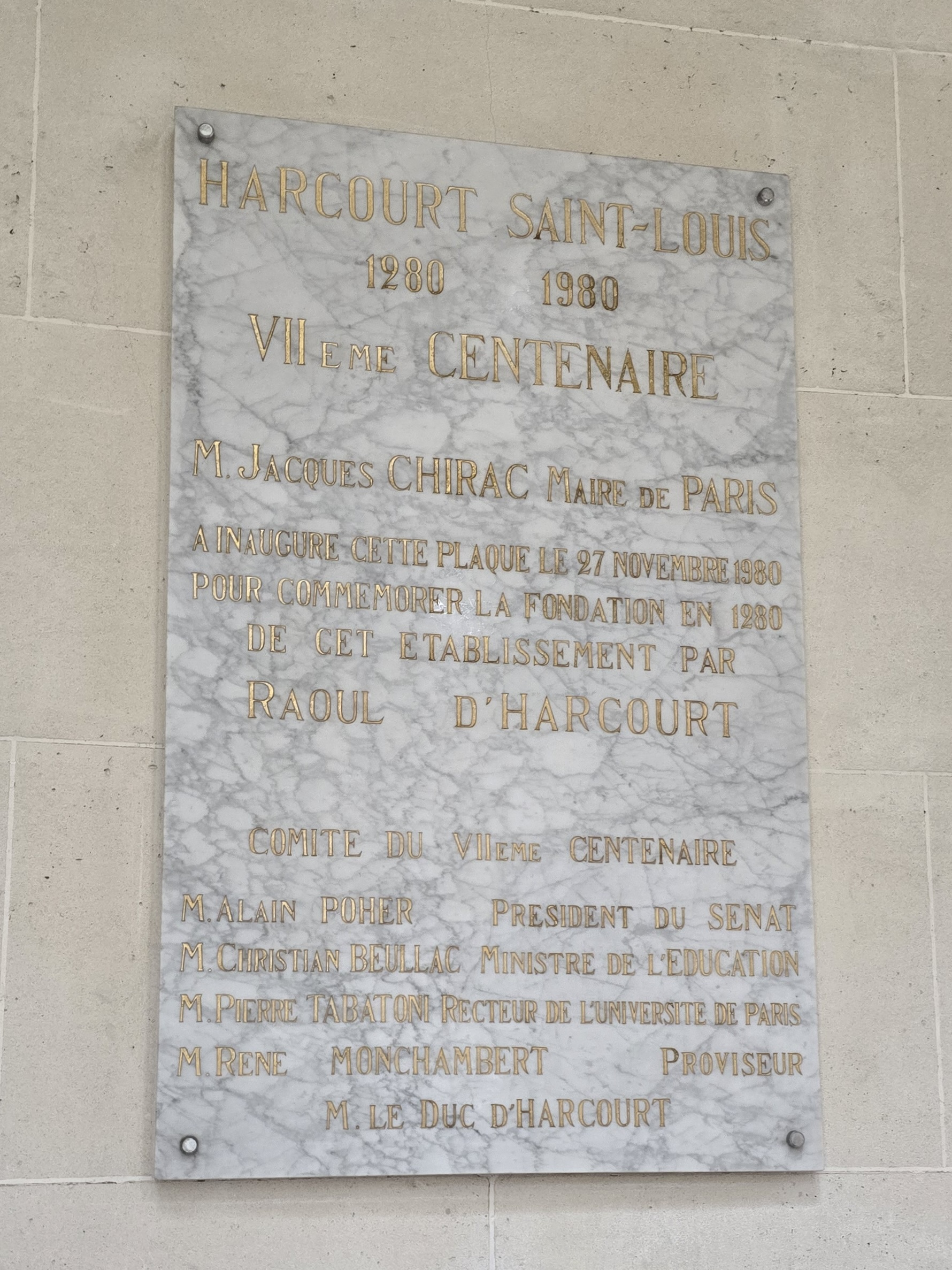
Plaque commémorative célébrant le septième centenaire du collège d'Harcourt.

En 1980, pour la célébration des 700 ans du collège d'Harcourt, la mairie de Paris offre une plaque commémorative, inaugurée par le maire de l'époque Jacques Chirac, en présence du comité du VIIe centenaire composé de : 
- Alain Poher, président du Sénat et ancien élève
- Christian Beullac, ministre de l'éducation nationale
- Pierre Tabatoni, recteur de l'Université de Paris
- René Monchambert, proviseur de l'époque
- le duc d'Harcourt

#### Le lycée Saint-Louis au début duXXIesiècle
À l'occasion des Jeux olympiques d'été de 2024, le lycée abrite le centre de commandement des bénévoles de la Protection civile et permet d'organiser l’acheminement des milliers de volontaires sur plus de 70 sites.

## Dénomination
Depuis sa fondation en 1280, le lycée a changé de nom à différentes époques, témoignant des troubles politiques que connaissaient la France :
- 1280-1795 : Collège d'Harcourt
- 1820-1848 : Collège royal Saint-Louis
- 1848-1848 : Lycée Monge
- 1848-1870 : Lycée impérial Saint-Louis
- Depuis 1870 : Lycée Saint-Louis

## Infrastructures
Le lycée possède un CDI de 350 m2 (ouvert jusqu'à 22 h pour les internes et les internes-externés), un internat mixte de 356 lits (234 chambres individuelles, 61 doubles) directement sur place et une chapelle. Il possède également une cafétéria, en plus du réfectoire, et les salles de cours et d'interrogations sont à la disposition des étudiants en dehors de leurs horaires d'utilisation.

Chapelle du lycée.

De plus, une porte du lycée qui date de l'époque du collège d'Harcourt est inscrite comme monument historique depuis la publication d'un arrêté en 1926. Elle se trouve au niveau du parloir. Deux noms d'anciens proviseurs y sont gravés.

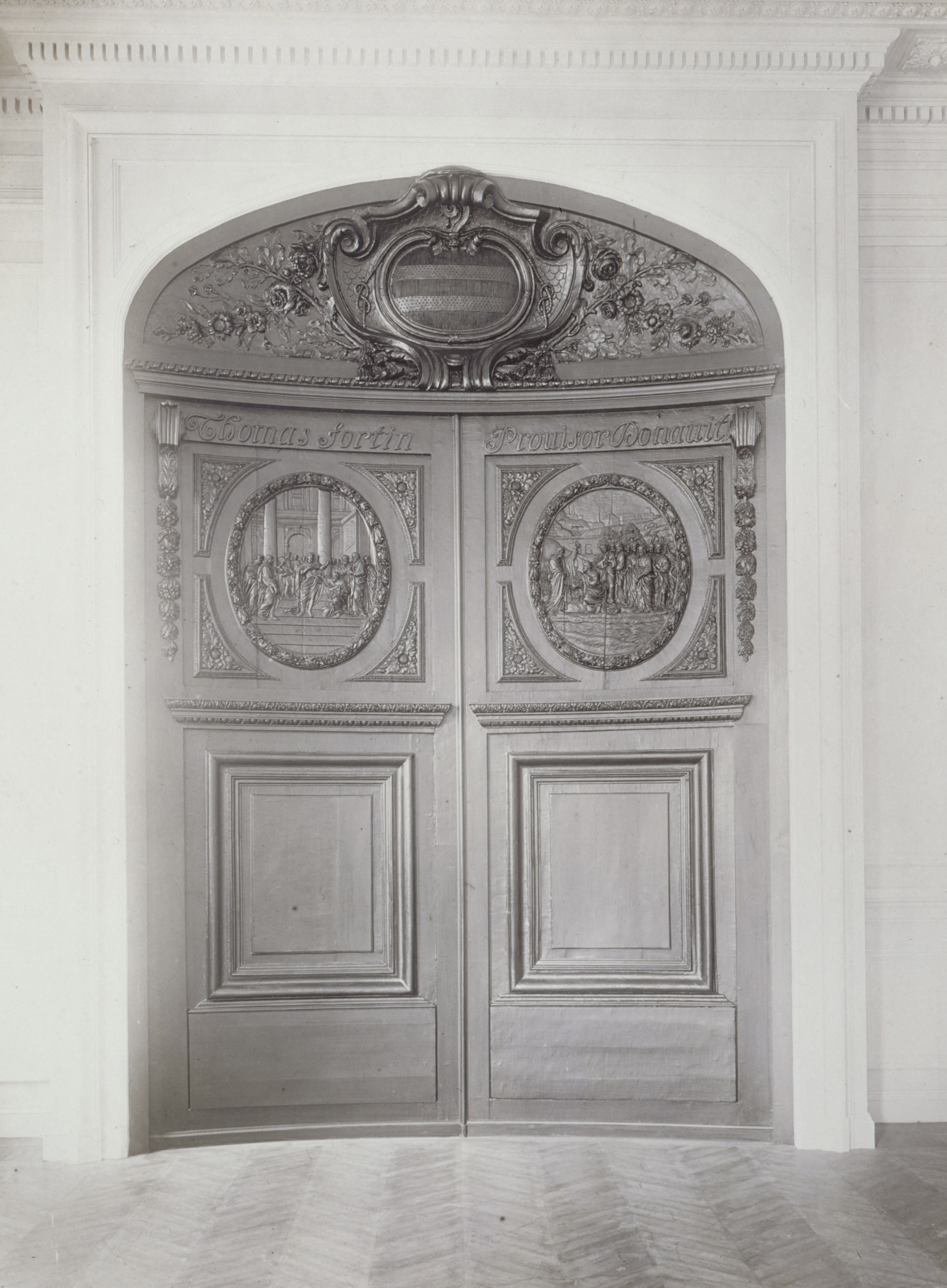
Porte située au parloir du lycée, inscrite comme monument historique.
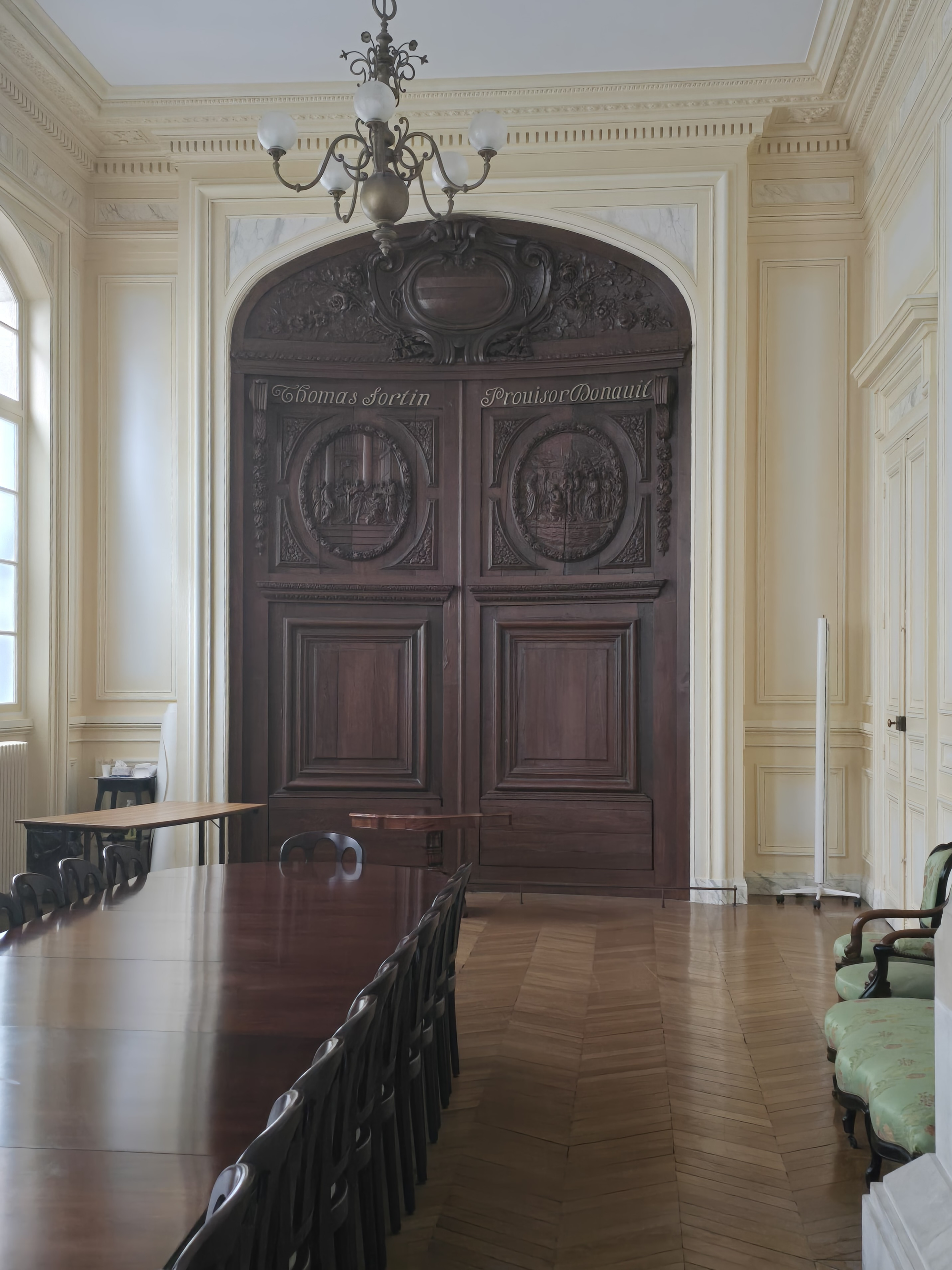
Entrée du parloir.

## Association sportive

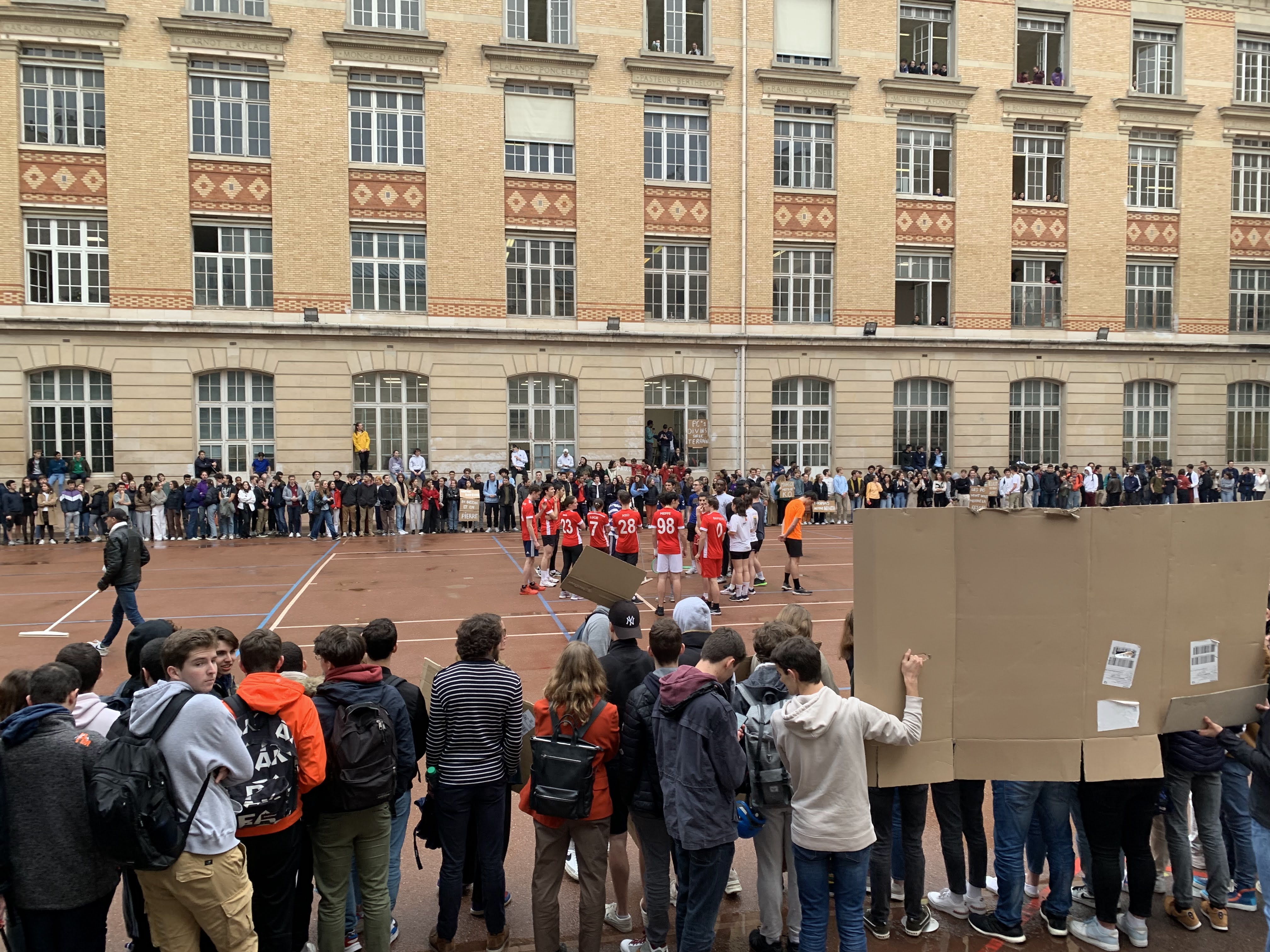
La finale du tournoi d'ultimate 2022 dans la cour des sports (PSI*2 contre PC*1) le 30 03 2022 à, remportée par les PC*1 11 à 7.

Le lycée dispose aussi d'infrastructures sportives : une cour et deux gymnases multi-sports (ultimate, basket-ball, volley-ball, badminton, tennis de table, danse, etc.), une salle de musculation, une salle de billard et une salle d'escalade. Outre les deux heures de sport obligatoires par semaine, l'association sportive permet à ses élèves adhérents l'accès à tous les équipements à midi et en soirée. Les tournois inter-classes d'ultimate et de volley-ball ayant lieu chaque année attirent de nombreux spectateurs parmi la population scolaire. L'AS propose aussi un tournoi d'échecs.
| Année | Vainqueur Ultimate | Finaliste Ultimate | Score Ultimate | Vainqueur Volley | Finaliste Volley | Score Volley |
| ----- | ------------------ | ------------------ | -------------- | ---------------- | ---------------- | ------------ |
| 2022  | PC*1               | PSI*2              | 11-7           | PSI*2            | PCSI2            | 2-1          |
| 2023  | PSI*1              | PSI*2              | 12-5           | MP               | PSI1             | 2-0          |
| 2024  | PC*1               | 2BCPST3            | 8-3            | PSI*2            | PSI*1            | 2-1          |

## Enseignements
Le lycée propose principalement des filières scientifiques, à savoir les filières MPSI (mathématiques, physique et sciences de l'ingénieur), MP2I (mathématiques, physique, ingénierie et informatique), PCSI (physique, chimie et sciences de l'ingénieur) en première année, MP (mathématiques, physique), MPI (mathématiques, physique, informatique), PC (physique, chimie), PSI (physique, sciences de l'ingénieur) en deuxième année ainsi que la filière BCPST (biologie, chimie, physique et sciences de la Terre). Il existe de plus une classe de préparation aux grandes écoles de commerce (filière ECG), destinée aux élèves ayant fait une terminale principalement avec les spécialités SES, Géopolitique, Mathématiques.
Le lycée Saint-Louis, tout comme ses voisins les lycées Louis-le-Grand et Henri-IV, communément appelés « les trois lycées de la montagne Sainte-Geneviève », est réputé pour sa sélectivité, la qualité de son enseignement et ses résultats aux différents concours des Écoles normales supérieures, des grandes écoles d'ingénieurs (Polytechnique, Mines ParisTech, ESPCI Paris, Centrale Paris, etc.), de commerce (ESSEC, HEC, ESCP Europe, EM Lyon, EDHEC, etc.), et d'agronomie (AgroParisTech, Écoles vétérinaires, etc.).
Les élèves du lycée Saint-Louis sont appelés les « Sancto-Ludoviciens » ; plus de 98 % d'entre eux ont obtenu une mention bien ou très bien au baccalauréat et 43 % des élèves sont de sexe féminin, avec des différences selon les filières.

## Classes préparatoires
Le lycée Saint-Louis accueille 1 300 bacheliers scientifiques par an dans ses classes préparatoires. Le lycée abrite des CPGE économiques et commerciales (ECG), et scientifiques (MPSI, MP2I, PCSI, MP, MPI, PC, PSI, BCPST).
Fait exceptionnel en France, de 1993 à 2014, des fonctionnaires adultes (et bien plus âgés que les jeunes bacheliers) étaient accueillis au sein d'une classe de PCSI pour préparer le concours interne d'ingénieur de la Ville de Paris, constituant une inhabituelle seconde chance.
En 2024, L'Étudiant donnait le classement suivant pour les concours de 2023 :
| Filière | Élèves admis dans une grande école du panier considéré* | Taux d'admission* | Taux moyen sur 5 ans | Classement national | Évolution sur un an |
| --- | ------------------------------------------------------- | ----------------- | -------------------- | ------------------- | ------------------- |
| ECG | 22 / 49 élèves                                          | 44,9 %            | 45,3 %               | 10e sur 142         | =                   |
| MP / MP* | 19 / 130 élèves                                         | 14,6 %            | 12.3 %               | 7e sur 145          | en augmentation     |
| PC / PC* | 8 / 165 élèves                                          | 4,8 %             | 5,5 %                | 14e sur 103         | en diminution       |
| PSI / PSI* | 11 / 213 élèves                                         | 5,2 %             | 4,7 %                | 12e sur 125         | en diminution       |
| MPI* | 6 / 46 élèves                                           | 13 %              | -                    | 4e sur 25           | =                   |
| BCPST | 44 / 127 élèves                                         | 34,6 %            | 33,7 %               | 3e sur 54           | =                   |
| Source : Classement 2024 des prépas - L'Étudiant (Concours de 2023). * le taux d'admission dépend des grandes écoles retenues par l'étude. Par exemple, en filière ECG, ce sont HEC, ESSEC, et l'ESCP qui ont été retenues; en filières scientifiques, les résultats retenus sont ceux obtenus à l'École polytechnique et aux 4 ENS. En BCPST, ont été retenus les résultats relatifs à AgroParisTech + X + 3 ENS). |                                                         |                   |                      |                     |                     |

### Origine géographique des élèves
La répartition géographique des origines des élèves de première année est relativement classique pour une CPGE située au centre de Paris, avec une forte quantité de personnes originaires de la capitale.
| Paris | Île-de-France hors Paris | Autres départements français | Hors France |
| ----- | ------------------------ | ---------------------------- | ----------- |
| 25 %  | 50 %                     | 20 %                         | 5 %         |

### Langues vivantes étrangères des élèves
La répartition des choix de langues vivantes 1 révèle une majorité écrasante de LV1 anglais, liée aux déséquilibres que l'on peut rencontrer dans les classes de terminale scientifique.
| Anglais | Allemand | Autre |
| ------- | -------- | ----- |
| 81 %    | 14 %     | 5 %   |

La répartition des choix en langues vivantes 2 est, quant à elle, nettement plus équilibrée, avec tout de même une forte majorité de personnes ayant choisi de ne pas suivre cet enseignement.
| Anglais | Allemand | Espagnol | Autres | Aucune LV2 |
| ------- | -------- | -------- | ------ | ---------- |
| 15 %    | 16 %     | 20 %     | 3 %    | 46 %       |

## Personnalités liées au lycée

### Élèves
Du collège d'Harcourt
- Charles Perrault - écrivain, académicien
- Charles-Louis de Montesquieu - écrivain et philosophe
- Nicolas Boileau - écrivain, académicien
- Jean Racine - dramaturge, académicien
- Denis Diderot - écrivain et philosophe
- Charles-Maurice de Talleyrand - homme politique et diplomate
- Jean-François de La Harpe - poète
- Pierre Charles Le Monnier - astronome
- Abraham de Moivre - mathématicien
- Henri Louis Duhamel du Monceau - physicien, botaniste et agronome
- Charles-François Dupuis - homme politique et philosophe
- Bon-Joseph Dacier - historien
- Charles-François Dupuis - astronome et homme politique français, professeur au Collège de France
- Jacques Gabriel Jan de Hauteterre - avocat et député au Conseil des Anciens puis au Corps législatif
- Firmin Didot - imprimeur
- Eugène de Beauharnais, fils de Joséphine Bonaparte
- Étienne de Loménie de Brienne - ministre de Louis XVI
- Jean-Nicolas Corvisart - médecin
- Jacques MacDonald - maréchal d'empire
- Marie-Jean Hérault de Séchelles - révolutionnaire

Du collège royal Saint-Louis
- Ernest Breton, peintre et archéologue.

Du lycée Saint-Louis
- Claude Allègre - géochimiste, ministre de l'Éducation nationale, de la Recherche et de la Technologie (1997-2000), médaille d'or du CNRS (1994)
- Dove Attia - producteur, directeur et enseignant.
- Raymond Aubrac - membre de la résistance française intérieure à l'occupation allemande et au régime de Vichy pendant la Seconde Guerre mondiale.
- Jean Audouze - physicien et astronome
- Jacques Babinet - physicien et astronome
- Gaston Bachelard - philosophe
- Max Barel - résistant
- Charles Baudelaire - poète, écrivain et critique d'art
- Joseph Bertrand - mathématicien, académicien
- Pierre Billotte - chef d'état-major du général De Gaulle à Londres, Homme politique
- Robert de Billy - ambassadeur
- Carlo Bourlet - mathématicien
- Arthur Buies - journaliste et essayiste québécois
- Albert Calmette - docteur en médecine
- Alexandre Cabanel - peintre
- Jacques Capliez - général, grand-croix de la Légion d'honneur, grand-croix de l'ordre national du Mérite
- Pierre Cartier - mathématicien
- Emmanuel Chabrier - compositeur
- Georges Chapouthier - chercheur en neurosciences
- Clara Chappaz - secrétaire d'État chargée de l'Intelligence artificielle et du Numérique
- Jean-Martin Charcot - neurologue et académicien
- Georges Charpak - physicien, prix Nobel de physique 1992
- Gustave Choquet - mathématicien et académicien
- Armand Colin - fondateur de la maison d'édition éponyme
- Louis-Joseph-Raphaël Collin - artiste peintre
- François Coppée - poète
- Hubert Curien - physicien, ministre de la Recherche de 1984 à 1986 puis de 1988 à 1993
- Serge Dassault - chef d'entreprise, homme politique
- Camille Doucet - poète, secrétaire perpétuel de l'Académie française
- Pierre Fatou - mathématicien
- Georges Feydeau - auteur dramatique
- Clémence Franc - cheffe d'entreprise
- Maurice Fréchet - mathématicien
- Serge Frontier - scientifique
- Jean Fourastié - économiste
- Edmond Joubert - banquier, fondateur de BNP Paribas
- Petre Ionescu - ingénieur et directeur des monopoles d'État roumain
- Gabriel Koenigs - mathématicien, académicien, professeur au Collège de France
- Hubert Germain - résistant et homme politique, ministre des télécommunications sous le gouvernement  Messmer
- Pierre-Gilles de Gennes - physicien, prix Nobel de physique 1991
- Carlos Ghosn - PDG de Nissan et Renault (2005-2019)
- Charles Gounod - compositeur
- Louis de Gramont - homme de lettres et dramaturge
- Ernest Grenet-Dancourt - auteur dramatique, poète et chansonnier
- Jean van Heijenoort - mathématicien , secrétaire de Léon Trotski
- Paul Hermelin - directeur général de Cap Gemini depuis décembre 2001, PDG depuis mai 2012
- Joris-Karl Huysmans - écrivain et critique d'art
- Maurice-Marie Janot - chimiste, biologiste, pharmacologue, fondateur de l'ICSN
- Paul Kaya - ministre congolais, fonctionnaire international
- Jean Kerisel - ingénieur général des Ponts et Chaussées, spécialiste en  *géotechnique
- Eugène Labiche - dramaturge
- Jean-Luc Lagardère - homme d'affaires, fondateur du groupe Lagardère
- André Lebeau - président du CNES
- Henri-Léon Lebesgue - mathématicien
- Solomon Lefschetz, mathématicien
- Marina Lévy, polytechnicienne, océanographe
- Frédéric Le Play - polytechnicien, précurseur de la sociologie
- Édouard Le Roy - philosophe, professeur au collège de France
- Paul Lévy, mathématicien
- Raymond Lévy - chef d’entreprise, président d'Usinor puis PDG de Renault
- Bernard Ésambert - conseiller de Georges Pompidou, grand-croix de la Légion d'honneur
- Joseph Liouville - mathématicien
- Patrice de Mac Mahon - président de la République française
- Yves du Manoir - polytechnicien, aviateur, international de rugby
- Alexandre Marc -  écrivain et philosophe, chef de file et théoricien du fédéralisme européen
- Jules Massenet - compositeur
- François Maurin - général, chef d'état-major des armées
- Louis Merlin - publicitaire
- Ernest Meissonnier - peintre, sculpteur
- Arnold Migus - physicien, directeur général du CNRS (2006-2010)
- Jacques Mitterrand, général, administrateur de sociétés.
- Henry de Monfreid - écrivain et aventurier
- Roland Mousnier - historien
- Louis Néel - physicien, prix Nobel de physique 1970
- Stanislas Niox-Chateau - entrepreneur, fondateur de Doctolib, startup française la plus valorisée en 2022
- Paul Painlevé - président du Conseil
- Louis Pasteur - biologiste, académicien
- Alain Poher - président du Sénat (1968-1992)
- Barbara Romanowicz - sismologue, médaille d'argent du CNRS (1992), lauréate des médailles William Bowie et Wollaston
- Alain Robbe-Grillet - écrivain et cinéaste, chef de file du Nouveau Roman
- Romain Rolland - écrivain, prix Nobel de littérature 1915
- Jacques Rueff - haut fonctionnaire et économiste
- André Rogerie - résistant
- Pierre Rougé - résistant, Compagnon de la Libération
- Antoine de Saint-Exupéry - écrivain et aviateur
- Adrien Charles Salanson - général de division, commandant de l'École polytechnique (1876-1878)
- Sardoche - vidéaste
- Henry de Ségogne - haut fonctionnaire et alpiniste
- Édouard Séguin - auteur, psychiatre et pédagogue
- Claude Simon - écrivain, prix Nobel de littérature 1985
- Yves Tanguy - peintre surréaliste
- René Thom - mathématicien, médaille Fields 1958
- Kevin Tran - vidéaste
- Aimé Vaschy - mathématicien
- André Weil - mathématicien
- Michel Zévaco - écrivain et anarchiste
- Émile Zola - écrivain, chef de file du naturalisme

### Enseignants
- André Akoun, professeur de philosophie, psychologie jusqu'en 1965
- Jacques Babinet, physicien et astronome
- André Berry, auteur et poète
- Augustin Boutan,  professeur de physique
- François Châtelet, philosophe
- Numa Denis Fustel de Coulanges, historien
- Gilles Cohen, mathématicien
- Maurice Croiset, helléniste
- Gaston Darboux, mathématicien
- Félix Deltour, latiniste, inspecteur général
- Jacques Demogeot, professeur de rhétorique
- Gabriel-Fort Dutrey, professeur de lettres, grammairien et administrateur
- Victor Duruy, historien et homme politique
- Marcel Drouin, professeur de philosophie et écrivain
- Étienne Fuzellier, professeur de lettres
- Maurice Goldring, professeur d'anglais
- Octave Gréard, pédagogue et universitaire
- Jacques Hadamard, mathématicien
- Claude Hagège, linguiste, médaille d'or du CNRS (1995)

- Jules Isaac, historien
- Léopold Lacour, professeur de rhétorique, conférencier et dramaturge
- Georges Lacour-Gayet, historien
- Léopold Leau, mathématicien et linguiste
- Pierre Émile Levasseur, historien, économiste, statisticien et géographe
- Louis Lavelle, philosophe et académicien
- Édouard Le Roy - philosophe, professeur au collège de France
- Jules Antoine Lissajous, physicien
- Édouard Lucas, mathématicien
- Jean Nabert, philosophe
- Pierre Padet, recteur de l'Université de Paris
- Alexis Pierron, helléniste
- Émile Pessonneaux, helléniste et latiniste
- Nicolas Auguste Tissot, mathématicien et cartographe
- Paul Tuffrau, écrivain et professeur de lettres

### Administration

#### Proviseurs du collège d'Harcourt (1280-1795)
Liste chronologique des proviseurs (avec leur diocèse d'origine) :
- 1280-1307 : Raoul d'Harcourt (Coutances)
- 1307-1318 : Robert d'Harcourt (Coutances)
- 1318-1369 : Martin de Marigny (Bayeux)
- 1369-1380 : Richard Barbe
- 1380-1383 : Jean Boutin (Coutances)
- 1383-1420 : Thomas de Saint-Pierre (Coutances)
- 1420-1430 : Roger de Gaillon (Coutances)
- 1430-1455 : Denys du Quesnay
- 1455-1458 : Robert Cybole (Évreux)
- 1458-1484 : Étienne Gervais (Coutances)
- 1484-1509 : Pierre-Le-Secourable (Rouen)
- 1509-1517 : Jean Boyvin (Rouen)
- 1517-1522 : Jean Monix (Lisieux)
- 1522-1527 : Guillaume Duchesne (Coutances)
- 1527-1550 : Benoist de Langue (Évreux)
- 1550-1557 : Étienne Le Roux (Coutances)
- 1557-1564 : Nicolas Maillard (Coutances)
- 1564-1568 : Jean Alain (Rouen)
- 1568-1581 : Olivier de Quittebeuf (Évreux)
- 1581-1584 : Thomas Lamy
- 1584-1585 : Jean Dupont[25] (Avranches)
- 1585-1597 : Marguerin de la Bigne (Bayeux)
- 1597-1598 : Raoul Nepveu (Rouen)
- 1598-1621 : Georges Turgot de Demonville (Séez)
- 1621-1665 : Pierre Padet (Coutances)
- 1665-1680 : Thomas Fortin[26] (Coutances)
- 1680-1701 : Jean Le François (Coutances)
- 1701-1715 : Jean de la Brière de Louvancy (Coutances)
- 1715-1750 : Guillaume Dagoumer, Évreux
- 1750-1762 : Gilles Asselin (Bayeux)
- 1762-1780 : Nicolas Louvel (Coutances)
- 1780-1791 : Pierre Duval (Rouen)
- 1791-1795 : Charles Daireaux (Coutances)

#### Proviseurs du lycée Saint-Louis
- 1820-1825 : Nicolas Thibault
- 1825-1830 : Valentin Ernest Gauser
- 1830-1834 : Arsène Ambroise Joseph Liez (premier proviseur laïc)
- 1834-1838 : Auguste Simon Jean Poirson
- 1838-1844 : Pollux Lorain
- 1844-1852 : Prosper Auguste Poulain
- 1852-1865 : Jean-Baptiste Legrand
- 1865-1868 : Augustin Boutan
- 1868-1874 : Vincent Joguet
- 1874-1883 : Alexandre Gautier
- 1883-1896 : Louis Joubin

## Dans la culture

### Dans la littérature
- Correspondance : lettres de jeunesse d'Émile Zola
- Émile Zola : notes d'un ami (1882) de Paul Alexis
- La main passe (1906) de Georges Feydeau
- Souvenirs d’apprentissage (1991) d'André Weil
- Où la mémoire s'attarde (1996) de Raymond Aubrac
- Mémoires d’un déraciné, physicien, citoyen du monde (2008) de Georges Charpak

## Images

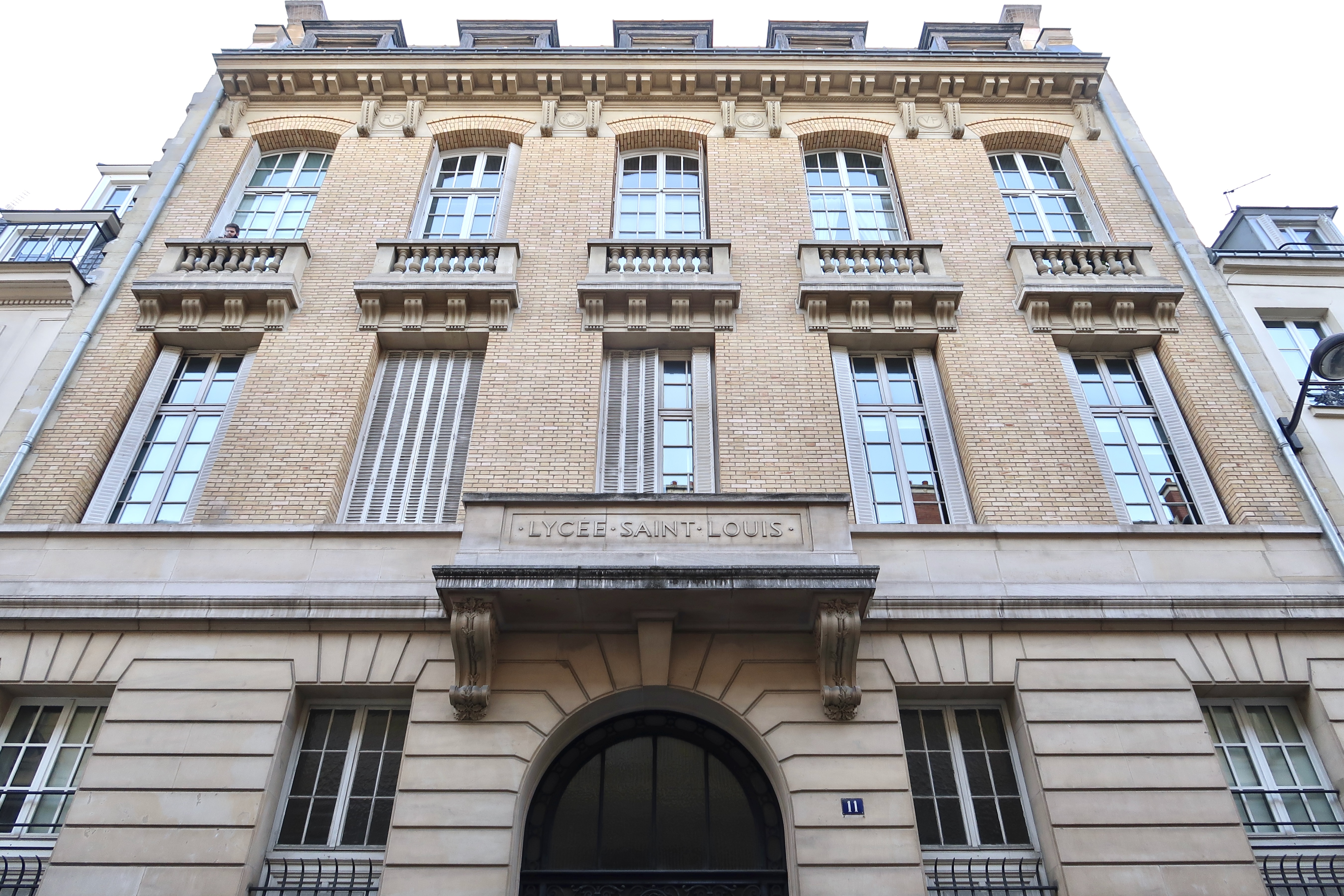
Façade du lycée, rue Racine.
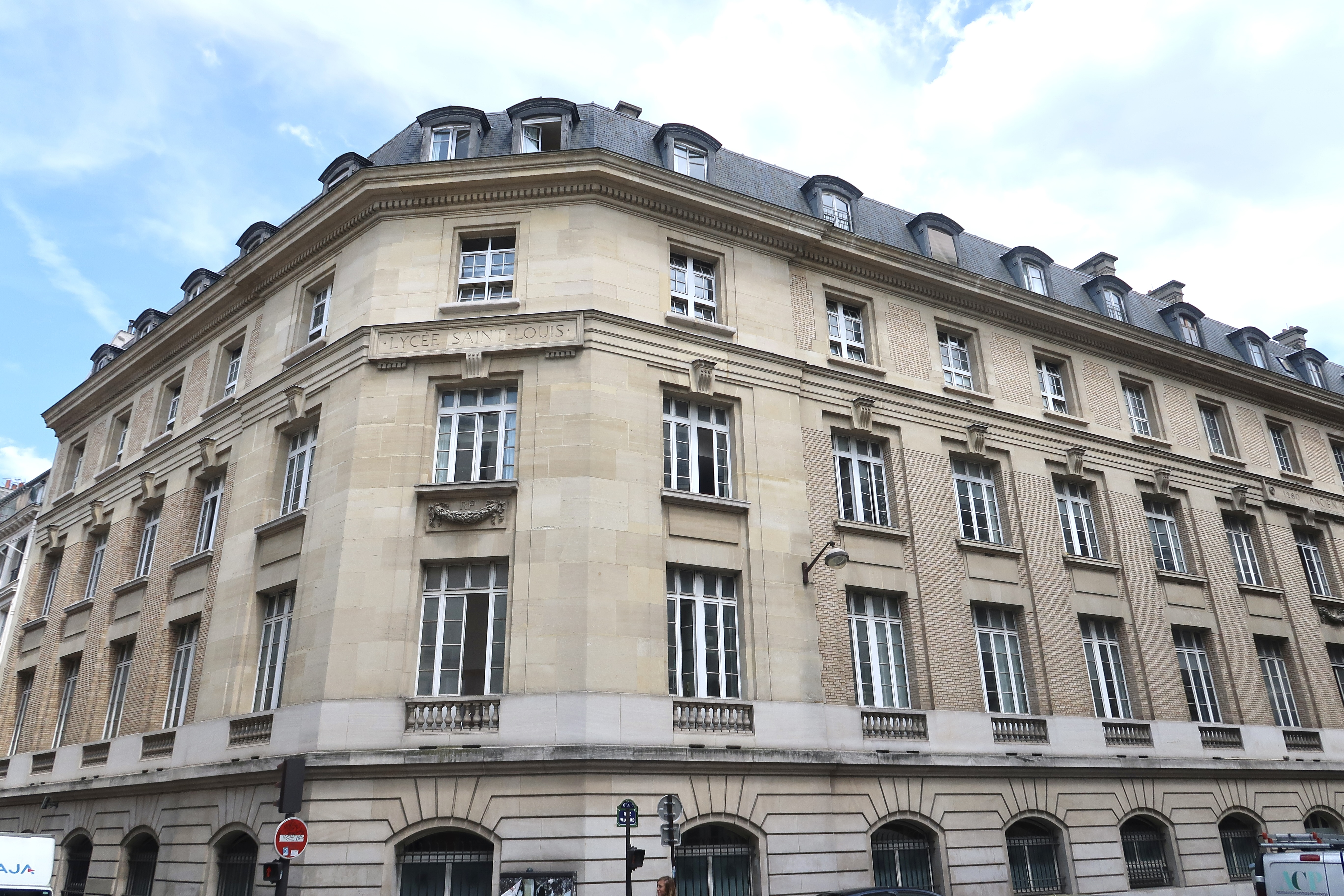
Façade du lycée, rue Monsieur-le-Prince.
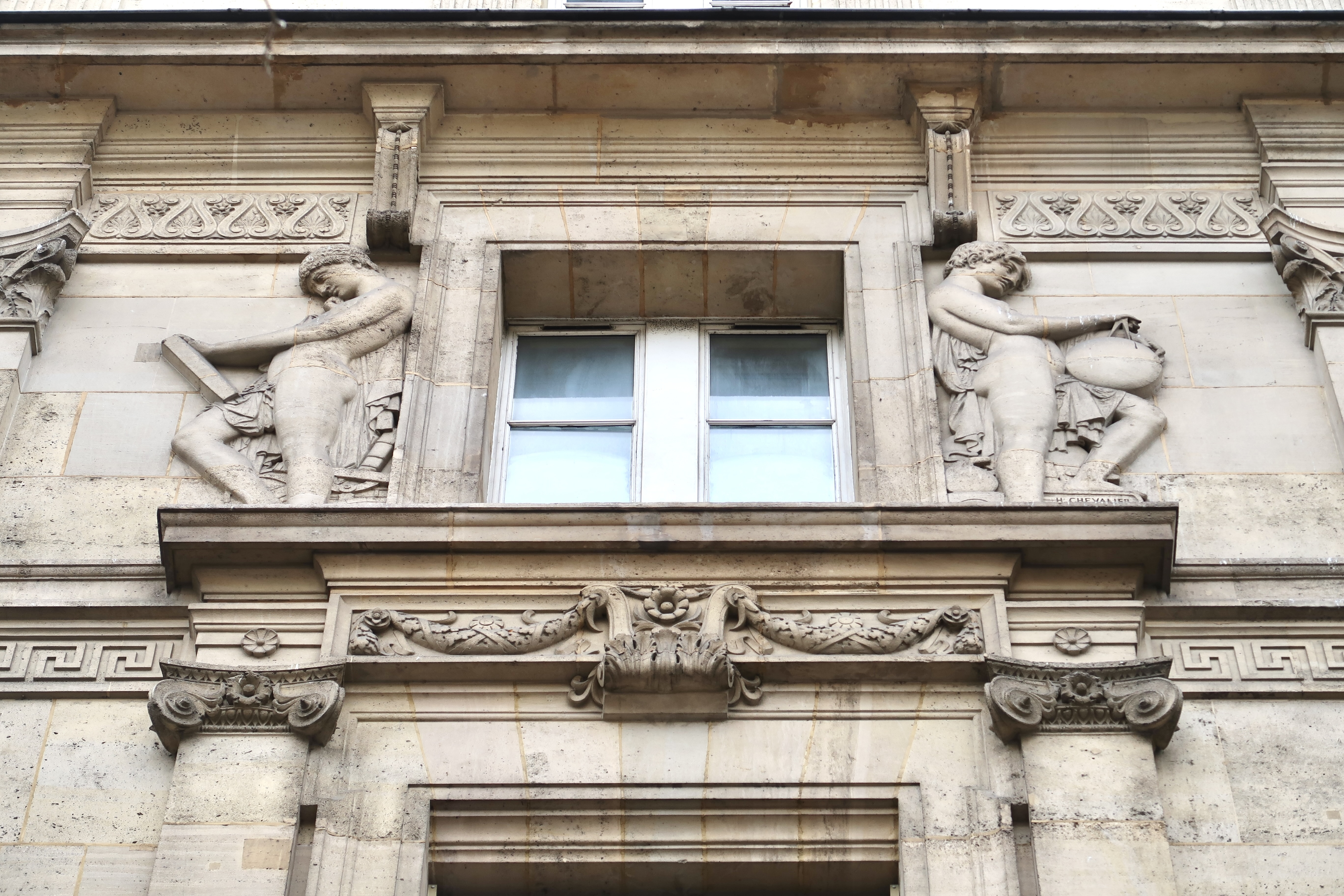
Bas-relief, boulevard Saint-Michel.